# PPP5C
PPP5C (англ. Protein phosphatase 5 catalytic subunit) – білок, який кодується однойменним геном, розташованим у людей на короткому плечі 19-ї хромосоми. Довжина поліпептидного ланцюга білка становить 499 амінокислот, а молекулярна маса — 56 879.
| 10         |  | 20         |  | 30         |  | 40         |  | 50         |
| ---------- |  | ---------- |  | ---------- |  | ---------- |  | ---------- |
| MAMAEGERTE |  | CAEPPRDEPP |  | ADGALKRAEE |  | LKTQANDYFK |  | AKDYENAIKF |
| YSQAIELNPS |  | NAIYYGNRSL |  | AYLRTECYGY |  | ALGDATRAIE |  | LDKKYIKGYY |
| RRAASNMALG |  | KFRAALRDYE |  | TVVKVKPHDK |  | DAKMKYQECN |  | KIVKQKAFER |
| AIAGDEHKRS |  | VVDSLDIESM |  | TIEDEYSGPK |  | LEDGKVTISF |  | MKELMQWYKD |
| QKKLHRKCAY |  | QILVQVKEVL |  | SKLSTLVETT |  | LKETEKITVC |  | GDTHGQFYDL |
| LNIFELNGLP |  | SETNPYIFNG |  | DFVDRGSFSV |  | EVILTLFGFK |  | LLYPDHFHLL |
| RGNHETDNMN |  | QIYGFEGEVK |  | AKYTAQMYEL |  | FSEVFEWLPL |  | AQCINGKVLI |
| MHGGLFSEDG |  | VTLDDIRKIE |  | RNRQPPDSGP |  | MCDLLWSDPQ |  | PQNGRSISKR |
| GVSCQFGPDV |  | TKAFLEENNL |  | DYIIRSHEVK |  | AEGYEVAHGG |  | RCVTVFSAPN |
| YCDQMGNKAS |  | YIHLQGSDLR |  | PQFHQFTAVP |  | HPNVKPMAYA |  | NTLLQLGMM  |

A: Аланін

C: Цистеїн

D: Аспарагінова кислота

E: Глутамінова кислота

F: Фенілаланін

G: Гліцин

H: Гістидин

I: Ізолейцин

K: Лізин

L: Лейцин

M: Метіонін

N: Аспарагін

P: Пролін

Q: Глутамін

R: Аргінін

S: Серин

T: Треонін

V: Валін

W: Триптофан

Кодований геном білок за функціями належить до гідролаз, протеїн-фосфатаз. 
Задіяний у таких біологічних процесах, як пошкодження ДНК, репарація ДНК, ацетилювання. 
Білок має сайт для зв'язування з ліпідами, іонами металів, іоном магнію, іоном марганцю. 
Локалізований у клітинній мембрані, цитоплазмі, ядрі, мембрані.